# Rhene digitata
Rhene digitata là một loài nhện trong họ Salticidae.
Loài này thuộc chi Rhene. Rhene digitata được Peng & Li miêu tả năm 2008.